# Perry Mutapa
Perry Mutapa (ur. 18 listopada 1979) – zambijski piłkarz grający na pozycji pomocnika.

## Kariera klubowa
Karierę piłkarską Mutapa rozpoczął w klubie Zanaco FC. W 1997 roku zadebiutował w jego barwach w zambijskiej Premier League. W Zanaco grał do końca 1998 roku. W 1999 roku wyjechał do Portugalii i przez dwa sezony był piłkarzem tamtejszego klubu SC Farense. W 2001 roku wrócił do Zambii i do 2004 roku grał w klubie Nkwazi FC z Lusaki.
W 2004 roku Mutapa wyjechał do Republiki Południowej Afryki, a jego pierwszym klubem w tym kraju był Orlando Pirates z Johannesburga. Grał w nim w sezonach 2004/2005 i 2005/2006. W połowie 2006 roku został zawodnikiem FC AK. Występował w nim przez dwa lata.
W 2008 roku Mutapa wrócił do Zambii i podpisał kontrakt z Lusaką Dynamos. W 2008 roku zdobył z Dynamos Zambian Challenge Cup. W 2009 roku występował w Angoli, w Atlético Sport Aviação. W 2010 roku ponownie został piłkarzem Nkwazi FC. W sezonie 2012 grał w NAPSA Stars FC, a w 2013 w Nkwazi FC.

## Kariera reprezentacyjna
W reprezentacji Zambii Mutapa zadebiutował 6 października 1996 roku w wygranym 1:0 meczu kwalifikacji do Pucharu Narodów Afryki 1998 z Mozambikiem, rozegranym w Lusace. W 2000 roku został powołany do kadry na Puchar Narodów Afryki 2000. Wystąpił na nim jeden raz, w meczu z Burkina Faso (1:1). Od 1996 do 2005 rozegrał w kadrze narodowej 18 meczów.